# Santa Tereza de Goiás
Santa Tereza de Goiás este un oraș în Goiás (GO), Brazilia.